# Machine synchrone

Machine triphasée, le rotor est alimenté en courant continu.

Une machine synchrone est une machine électrique tournante dans laquelle le rotor tourne de façon synchrone avec le champ tournant du stator. 
Par exemple, le rotor d'une machine synchrone alimentée par un réseau électrique tourne exactement de manière synchrone avec le champ tournant spécifié par la fréquence de ce réseau.
La machine synchrone se distingue donc de la machine asynchrone dont le rotor est en retard sur le champ tournant en fonctionnement moteur et en avance en fonctionnement générateur. Une autre caractéristique distinctive est que, contrairement à la machine asynchrone, un champ d'excitation supplémentaire est nécessaire pour le fonctionnement.
La machine synchrone étant réversible, elle peut fonctionner en tant que moteur électrique et générateur électrique pour :
- soit produire un courant électrique dont la fréquence est déterminée par la vitesse de rotation du rotor : fonctionnement en « générateur électrique » dans deux quadrants du plan couple-vitesse[3],[4],[5]. L'alternateur est une application particulière de la machine synchrone, fonctionnant en générateur dans un seul quadrant du plan couple-vitesse ;
- soit absorber un courant électrique dont la fréquence détermine la vitesse de rotation du rotor : fonctionnement « moteur »[6],[7],[5].

Au-delà de quelques kilowatts, les machines synchrones sont généralement des machines triphasées. Le rotor, souvent appelé « roue polaire », est alimenté par une source de courant continu ou équipé d'aimants permanents.

## Invention
La machine synchrone est inventée par Nikola Tesla. Son concept figure dans un dépôt de sept brevets du 1er mai 1888 où il en décrit plusieurs variantes ainsi que le principe du courant alternatif biphasé et triphasé et leur distribution. Tesla aurait développé cette idée de machine électrique quand il était étudiant à l'École polytechnique de Graz (1875-1876).

## Principes généraux

### Description
La machine synchrone se compose d'une partie tournante, le rotor, et d'une partie fixe, le stator. Le rotor peut être au niveau de l'axe ou être la partie extérieure. 
Le rotor peut se composer d'aimants permanents (c'est notamment le cas pour les moteurs sans balais ) mais cela n'est possible que depuis qu'on dispose d'aimants puissants, et originellement le champ magnétique nécessaire était produit par des électroaimants constitués d'un bobinage alimenté en courant continu par l'intermédiaire de bagues collectrices et de balais,,,. 
Lorsque la machine est utilisée en génératrice, pour produire du courant, on utilise une force extérieure pour faire tourner le rotor. Son champ magnétique, en tournant, induit un courant électrique alternatif dans les bobines du stator. La vitesse de ce champ tournant est appelée « vitesse de synchronisme ».
Pour le fonctionnement en tant que moteur, par exemple dans le cas d'un stator comportant trois phases, le simple fait de les relier aux trois phases d'une alimentation en courant alternatif triphasé produit un champ magnétique tournant d'amplitude constante, la vitesse de rotation étant égale à la fréquence de l'alimentation. C'est dans ce cas l'alimentation qui fixe la vitesse de synchronisme.
Si l'on place dans ce champ un aimant ou un électroaimant monté sur un axe, celui-ci va « s'accrocher » au champ tournant et entrer en rotation avec lui. Dans le cas des machines dites à « réluctance synchrone », il est même possible d'utiliser un rotor constitué d'un simple empilement de tôles ferromagnétiques, ne possédant pas d'aimantation propre, et dans lequel ne circule aucun courant.
Il convient ici de signaler une erreur commune dans les vulgarisations que l'on peut trouver sur la machine électrique : il est souvent dit que le champ magnétique du stator interagit avec le champ du rotor pour le pousser ou le tirer. Ceci est physiquement impossible, car les champs magnétiques n'interagissent pas entre eux. Plus exactement, pour faire tourner le rotor, il faut arriver à produire une force (ou un couple de forces), et on ne trouvera pas dans un cours de physique de formule combinant directement deux champs pour donner une force.
En revanche, on trouvera facilement qu'il est possible de produire une force en faisant agir un champ magnétique sur un courant électrique (force de Laplace). Il s'agit bien d'une action directe du champ sur le courant lui-même et non sur le champ produit par le courant, car la formule serait alors très différente. On peut synthétiser l'effet de l'ensemble des courants circulant dans un objet, avec leur position, direction sens et intensité en un vecteur dit « moment magnétique ». Contrairement au champ magnétique, il est lié à l'objet dans lequel circulent les courants et ne se propage pas à l'extérieur. Ce concept est en particulier applicable aux courants circulant dans les bobinages d'un rotor constitué d'électroaimants. Mais bien qu'en apparence il n'y ait pas de courant dans les aimants permanents, ceux-ci produisent également un moment magnétique.
C'est alors l'action du champ magnétique du stator sur le moment magnétique du rotor qui produit le moment mécanique du couple qui va provoquer la rotation de la machine. En première approche, le champ magnétique du rotor ne joue aucun rôle dans l'effet moteur, et va même plutôt le contrarier en induisant une force contre-électromotrice dans le stator, qui s'oppose partiellement à l'alimentation.

#### Cas du rotor constitué d'un aimant permanent
Bien qu'aucun courant ne soit injecté dans un tel aimant, les électrons circulant sur leur orbites constituent l'équivalent de petits circuits électriques et produisent donc un moment magnétique. De plus les particules subatomiques (électrons, protons et même neutrons) sont dotées d'un moment magnétique quantique intrinsèque. Cela est vrai pour tous les corps matériels. Ce qui fait la particularité des aimants et des matériaux ferromagnétiques en général, c'est la possibilité d'orienter l'ensemble des moments élémentaires dans une même direction, alors que dans les autres matériaux ils restent disposés de façon aléatoire, produisant une résultante moyenne nulle. L'alignement des domaines magnétiques élémentaires sur une direction commune permet ainsi aux aimants de présenter un moment magnétique d'ensemble important, sur lequel le champ magnétique du stator va pouvoir agir pour produire le couple entraînant la machine.

### Relation entre la fréquence d'alimentation de la machine et sa vitesse de rotation
- On désigne par {\displaystyle n_{s}} la vitesse de rotation du champ statorique dans la machine.
- On désigne par {\displaystyle n} la vitesse de rotation de la machine.

La fréquence de synchronisme est toujours un sous-multiple entier de la fréquence de l'alimentation électrique, ceci en fonction du nombre de paires de pôles magnétiques constitutifs du stator. Exemple :
- en 50 Hz c'est un sous-multiple de 3 000 tr/min, soit : 3 000 (une paire de pôles) ; 1 500 (deux paires de pôles) ; 1 000 (trois paires de pôles) 750 (quatre paires de pôles), etc.

Soit {\displaystyle p} le nombre de paires de pôles de la machine et {\displaystyle f} la fréquence de l'alimentation. On a :
{\displaystyle n_{s}={\frac {f}{p}}}  en tr/s ou {\displaystyle n_{s}={\frac {60f}{p}}} en tr/min.

### Méthodes de démarrage
Il n'est pas possible de faire démarrer correctement, sans aide extérieure, une machine synchrone en connectant ses enroulements statoriques directement sur un réseau alternatif. Ceci parce que l'inertie du rotor l'empêche de prendre immédiatement la vitesse du champ qui tourne autour de lui, et l'amène à percevoir un couple résultant de moyenne faible ou nulle. Mais, si l'on n'entraîne pas le rotor par une force extérieure, il est possible de la faire tourner en alimentant ses enroulements statoriques par un courant alternatif dont la fréquence augmente progressivement de zéro à la fréquence de synchronisme et en faisant en sorte que la tension aux bornes des enroulements soit proportionnelle à la fréquence. Sa vitesse de synchronisme sera directement liée à la fréquence de l'alimentation électrique. 
Une autre approche est d'utiliser une machine pourvue d'une cage d'écureuil au rotor de la machine synchrone pour y jouer le rôle d'amortisseur Leblanc afin de démarrer en mode asynchrone et de passer ensuite en mode synchrone lorsque la vitesse est suffisamment proche de la valeur finale.
Un autre moyen est de réaliser l'auto-pilotage de la machine, c'est-à-dire de maintenir l'orthogonalité du flux magnétique rotorique par rapport au flux statorique, par exemple, en disposant sur son axe un capteur qui délivre une information de la position du rotor. Cette information est traitée par un convertisseur électronique qui fournit le courant statorique à la machine, en phase avec sa force contre-électromotrice. Cette méthode permet d'obtenir un fonctionnement identique à celle d'une machine à courant continu avec l'avantage de la suppression du collecteur et des balais.

## Machine synchrone triphasée

### Mise en équation

#### Notations
- Toutes les grandeurs statoriques sont repérées soit par l'indice S soit par des indices en majuscules.
- Toutes les grandeurs rotoriques sont repérées soit par l'indice r soit par des indices en minuscules.

L'angle {\displaystyle \theta (t)=\Omega _{m}.t\,} correspond au décalage angulaire entre le stator et le rotor.
- {\displaystyle L_{S};L_{r}\,} : Inductances propres d'un enroulement du stator ; d'un enroulement du rotor.
- {\displaystyle M_{S}\,} : Inductance mutuelle entre deux enroulements du stator.
- {\displaystyle M_{rS}\,} : Valeur maximale de l'inductance mutuelle entre l'enroulement du rotor et un du stator (correspondant à une position pour laquelle θ = 0 ± 2π/3 ).

#### Hypothèse
La mise en équation n'est opérable que pour une machine à pôles lisses et dont le circuit magnétique est non saturé. Pour les autres machines, on apportera des correctifs permettant (avec plus ou moins d'exactitude) la prise en compte de leurs complexités.
Pour la suite on considère une machine pour laquelle :
- son circuit magnétique est homogène (entrefer constant) et non saturé. De ce fait, les diverses inductances sont constantes (entrefer constant) ;
- les courants des trois phases statoriques ont la même valeur efficace IS (la machine est assimilable à un récepteur triphasé parfaitement équilibré) ;
- elle possède une seule paire de pôles (machine bipolaire). Les machines multipolaires se ramènent à une machine bipolaire au prix d'une transformation angulaire.

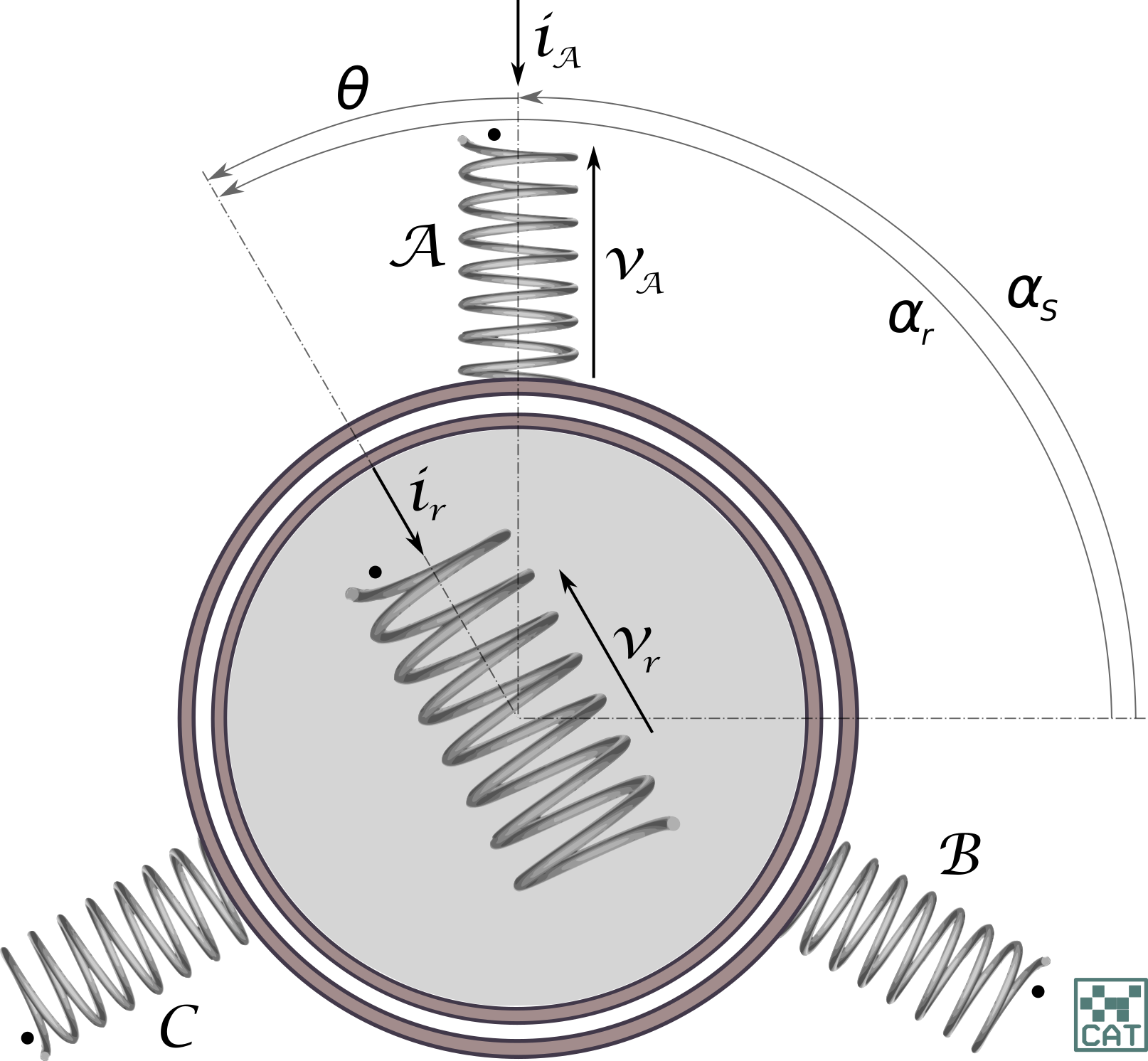
Représentation schématique de la machine.

#### Les courants

##### Au stator
On fixe l'origine des temps de manière à pouvoir écrire :
{\displaystyle i_{A}(t)=I_{S}{\sqrt {2}}\cdot \cos \alpha _{S}\,}
On en déduit les courants des deux autres phases du stator :
{\displaystyle i_{B}(t)=I_{S}{\sqrt {2}}\cdot \cos \left(\alpha _{S}-{\frac {2\pi }{3}}\right)\,}
{\displaystyle i_{C}(t)=I_{S}{\sqrt {2}}\cdot \cos \left(\alpha _{S}+{\frac {2\pi }{3}}\right)\,}
Avec : {\displaystyle \alpha _{S}=\omega _{S}\cdot t\,}, et {\displaystyle \omega _{S}\,} : pulsation des courants statoriques.

##### Au rotor
Au rotor, il n'y a que le courant continu Ir alimentant la bobine du rotor par l'intermédiaire d'un contact glissant sur deux bagues collectrices.

Il n'y a pas de glissement dans le cas d'une machine synchrone.  
Remarque
Si le rotor est constitué d'un aimant, on considérera une bobine produisant un moment magnétique équivalent, c’est-à-dire traversée par un courant Ir que l'on détermine à l'aide de la méthode d'Hopkinson (application du théorème d'Ampère à un circuit magnétique).

C’est-à-dire :
{\displaystyle L_{a}\,} la longueur de l'aimant
{\displaystyle S_{a};S_{b}\,} respectivement la section moyenne de l'aimant et celle de la bobine
On pose :
{\displaystyle {\mathcal {M}}_{b}={\mathcal {M}}_{a}\,}
{\displaystyle NI_{r}.S_{b}=H.L_{a}.S_{a}\,}
En supposant que la bobine et l'aimant ont la même section, on obtient :
{\displaystyle NI_{r}={\frac {B_{r}.L_{a}}{\mu _{0}}}\,}

#### Les flux

##### Flux  à travers un enroulement statorique
{\displaystyle \Phi _{A}=L_{S}i_{A}+M_{S}i_{B}+M_{S}i_{C}+M_{rS}\cos \theta \cdot I_{r},}
Comme : 
{\displaystyle i_{A}+i_{B}+i_{C}=0\,}, alors {\displaystyle M_{S}i_{B}+M_{S}i_{C}=-M_{S}i_{A}\,},
{\displaystyle \Phi _{A}=(L_{S}-M_{S})i_{A}+M_{rS}\cos \theta \cdot I_{r},}
On pose

- {\displaystyle (L_{S}-M_{S})={\mathcal {L}}_{S}\,} : inductance cyclique

L'expression du flux devient alors

{\displaystyle \Phi _{A}={\mathcal {L}}_{S}i_{A}+M_{rS}\cos \theta I_{r}\,}
l'expression du nombre complexe représentant le flux est 

{\displaystyle {\underline {\Phi }}_{A}={\mathcal {L}}_{S}{\underline {i}}_{A}+M_{rS}{\underline {I}}_{r}\,}
avec {\displaystyle {\underline {I}}_{r}\,} la représentation complexe d'un courant sinusoïdal « fictif » de valeur maximale {\displaystyle I_{r}\,} et de pulsation {\displaystyle \theta =\omega t\,}.
En toute rigueur, cette substitution n'est valable qu'en régime établi : aucune modification de la charge ou de l'alimentation. C'est une condition nécessaire pour affirmer que la fréquence de rotation est exactement égale à la fréquence de l'alimentation.

##### Flux à travers un enroulement rotorique
Le flux traversant le rotor est le résultat de deux champ magnétiques :
- le champ tournant, créé par les enroulements statoriques ;
- le champ propre, créé par l'enroulement rotorique qui est constant (courant continu) mais qui tourne mécaniquement à la même vitesse que le précédent (machine synchrone). Avec la même limite qu'au paragraphe précédent : aucune modification de la charge ou de l'alimentation.

#### Les tensions

##### Tension aux bornes d'une phase du stator
{\displaystyle \ V_{A}=R_{S}.I_{A}+{\frac {d\Phi _{A}}{dt}}\,}
{\displaystyle {\underline {V}}_{A}=(R_{S}+j\omega _{S}{\mathcal {L}}_{S}){\underline {I}}_{A}+j\omega _{S}{\mathcal {M}}_{rS}{\underline {I}}_{r}\,}
On pose {\displaystyle E_{av}} la tension à vide, c’est-à-dire la tension lorsque {\displaystyle {\underline {I}}_{A}=0} (tension créée par le seul champ rotorique)
{\displaystyle {\underline {V}}_{A}=(R_{S}+j\omega _{S}{\mathcal {L}}_{S}){\underline {I}}_{A}+{\underline {E}}_{av}\,}

### Modélisation
Il existe plusieurs modèles équivalents de la machine synchrone suivant le nombre de paramètres dont on veut tenir compte.

#### Le modèle équivalent de Behn-Eschenburg
Le modèle de Behn Eschenburg ne s'applique que si la machine est non saturée et à pôles lisses. C'est le plus simple, il ne tient compte d'aucune saturation ni variation de l'entrefer. Il consiste à remplacer chaque phase de la machine par un ensemble de trois dipôles en série tels que la tension aux bornes de ce dipôle est égale à :
{\displaystyle {\underline {E}}_{av}=(R_{S}+j\omega _{S}{\mathcal {L}}_{S}){\underline {I}}_{A}+{\underline {V}}_{A}=(R_{S}+jX_{S}){\underline {I}}_{A}+{\underline {V}}_{A}\,}
avec :
{\displaystyle R_{S}\,} et {\displaystyle X_{S}\,} constants et indépendants du fonctionnement de la machine.
{\displaystyle {\underline {E}}_{av}=k\omega I_{r}\,} uniquement proportionnelle à la fréquence de rotation et au courant d'excitation (courant rotorique).
Ce modèle convient bien aux gros turboalternateurs de forte puissance. On peut encore simplifier le modèle (et les calculs qui en découlent) en négligeant {\displaystyle R_{S}\,} devant {\displaystyle X_{S}\,}.

#### Le modèle équivalent de Potier

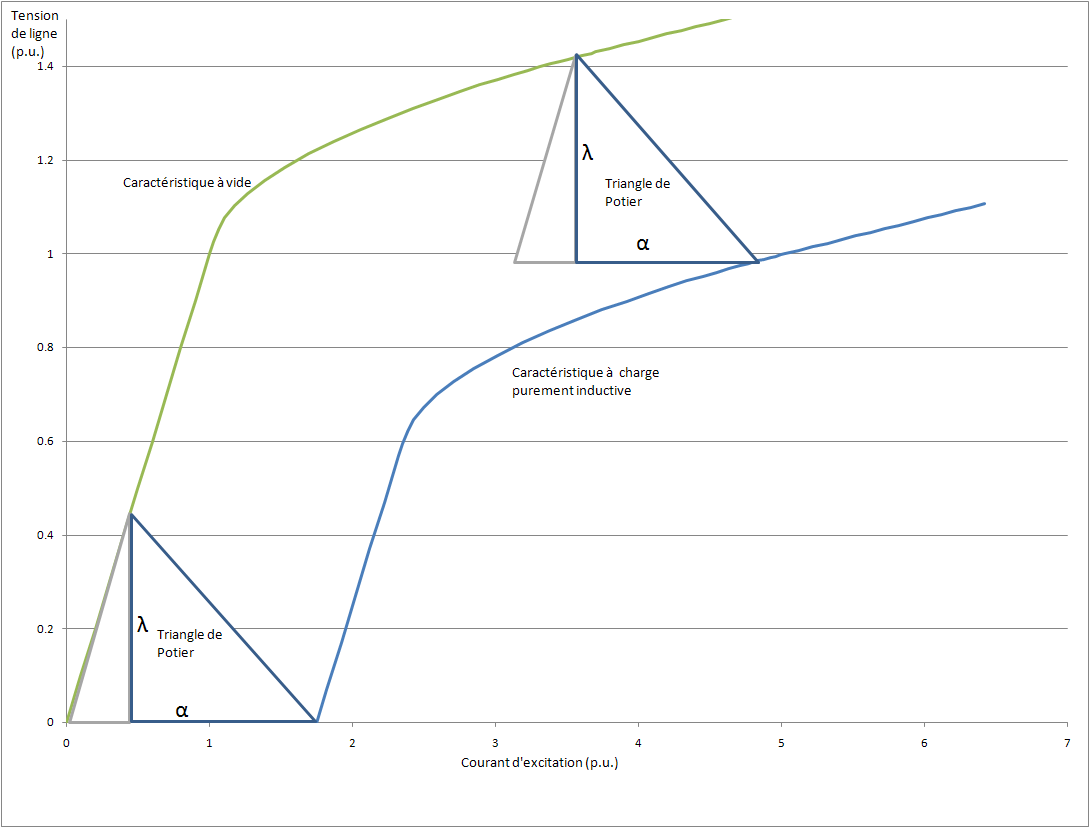
Détermination des paramètres du triangle de Potier.

Ce modèle est plus complet que celui de Behn-Eschenburg. Il tient compte de la saturation en faisant varier le courant d'excitation en fonction du courant traversant les bobines du stator. Cette modification du courant excitateur fait varier la fcem.
Dans ce modèle on a :
{\displaystyle i_{r}=i_{rv}-\alpha .I\,}
{\displaystyle E=V+R.I+j.\omega .\lambda .I\,}

### Le modèle de Blondel à deux réluctances
Il permet de prendre en compte les variations angulaires de réluctance des machines synchrones à pôles saillants.

## Stabilité statique
La stabilité en régime dynamique du réseau électrique est son aptitude à éviter tout régime oscillatoire divergent et à revenir à un état stable acceptable. Ceci inclut l’intervention éventuelle des protections et automatismes divers fonction des perturbations envisagées.

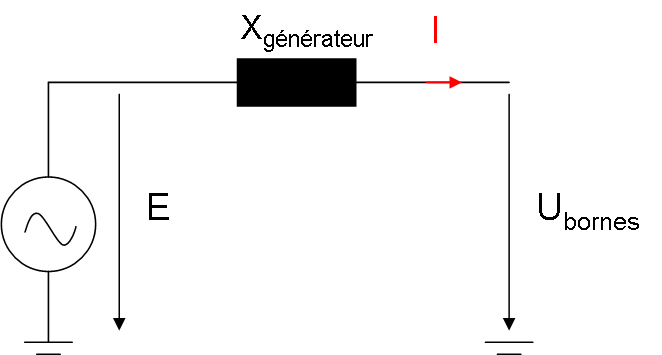
Schéma électrique équivalent d'un générateur synchrone.

La puissance active délivrée par une machine synchrone à ses bornes est égale à :
{\displaystyle P_{active}=U_{bornes}*I*\cos {\phi }={\frac {E\cdot U_{bornes}}{X_{generateur}}}\cdot \sin {\delta }}
Avec les notations du schéma ci-contre, c'est-à-dire E la tension électromotrice du générateur, {\displaystyle X_{generateur}} son impédance, I le courant, {\displaystyle U_{bornes}} la tension à ses bornes, {\displaystyle \phi } le déphasage entre courant et tension et {\displaystyle \delta } l'angle interne du générateur, autrement dit l'angle entre Ubornes et E.

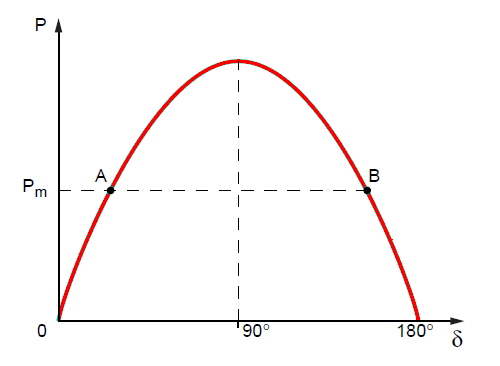
Deux angles internes sont possibles quand la puissance délivrée par le générateur est égale à la puissance mécanique qui lui est fournie.

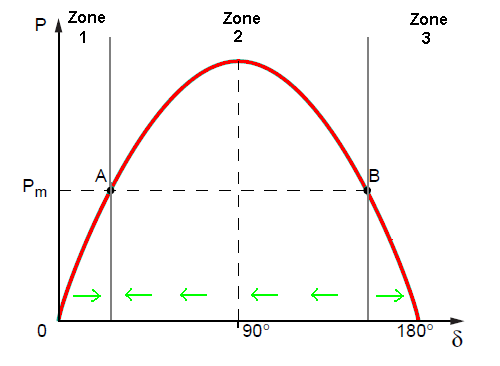
Les flèches en vert indiquent la direction que prend l'angle interne dans les différentes zones. On voit clairement que le point A est stable, le point B ne l'est pas

Ce générateur reçoit une puissance mécanique, typiquement d'une turbine, notée Pm. À l'équilibre, la puissance entrante, mécanique, est égale à la puissance sortante, électrique. On néglige ici les pertes. Pour cet équilibre deux angles internes sont possibles (cf. image).
L'angle interne du générateur est régi par l'équation suivante :
{\displaystyle {\frac {J\cdot \omega _{m}}{p}}\cdot {\frac {d^{2}\delta }{dt^{2}}}=P_{m}-P_{e}}
Où {\displaystyle \omega _{m}} est la vitesse mécanique du rotor, J le moment d'inertie du rotor, p le nombre de pôles du générateur et Pe la puissance électrique.
D'après cette équation si la puissance mécanique est supérieure à la puissance électrique consommée, alors l'angle interne augmente et inversement. On en déduit le diagramme ci-contre quant à la direction que prend l'angle interne en cas de petite variation autour du point d'équilibre.

## Utilisations
Les générateurs synchrones sont utilisés dans l'industrie de l'énergie pour fournir de l'énergie électrique sur une large plage de puissance. Ils fournissent de la puissance active et de la puissance réactive simultanément (généralement du cos phi inductif 0,8 au cos phi capacitif 0,9 ou en tant que déphaseur ne fournissant que de la puissance réactive) et suivent les exigences du réseau électrique du gestionnaire. Le comportement de la puissance réactive est réglé par le courant d'excitation. Via le processus de synchronisation, le générateur synchrone est connecté au secteur. En mode générateur, la machine tourne généralement à une vitesse très peu variable, en fonction de la fréquence du réseau.

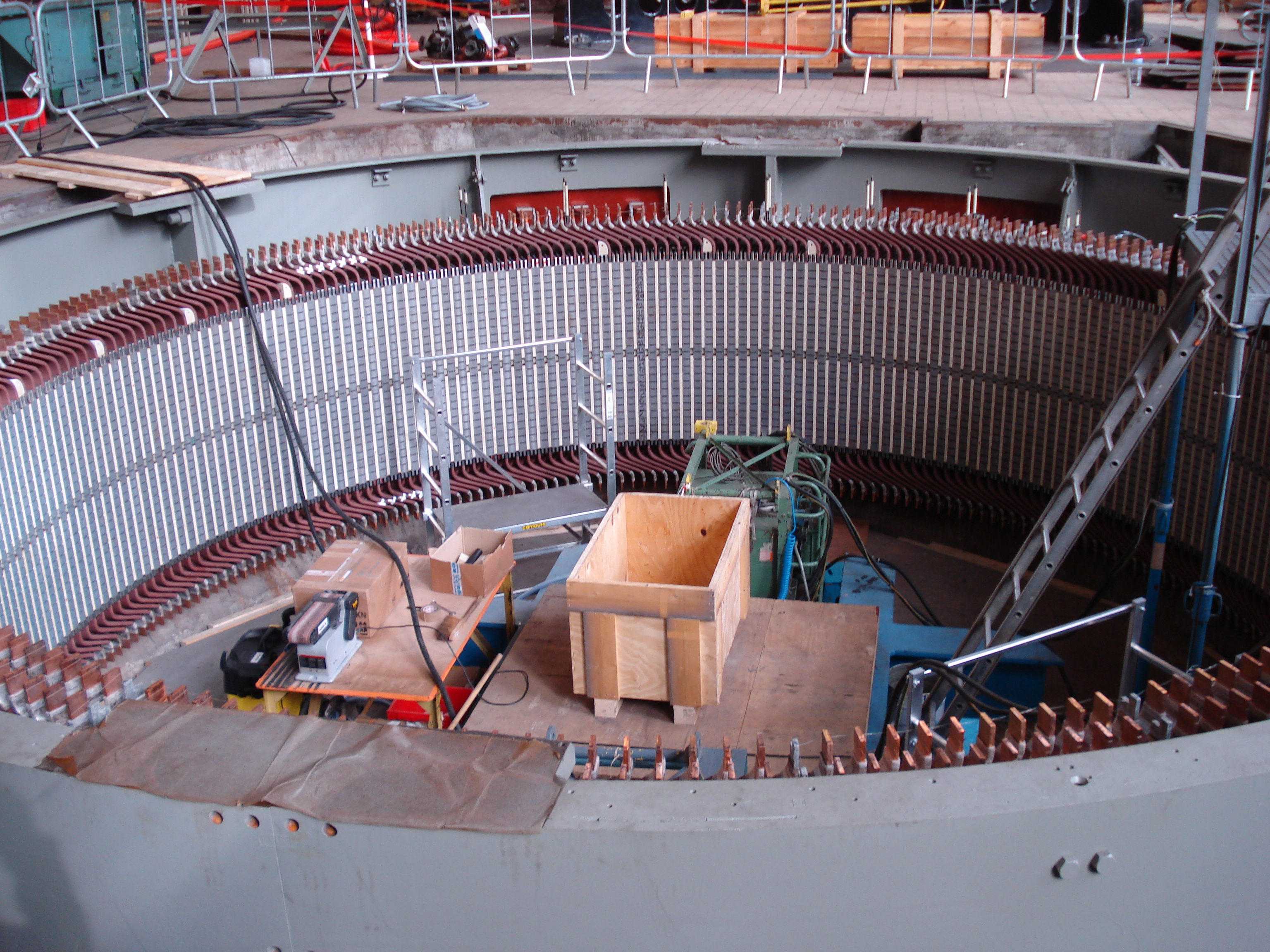
Stator d'une machine synchrone du barrage de Marèges.
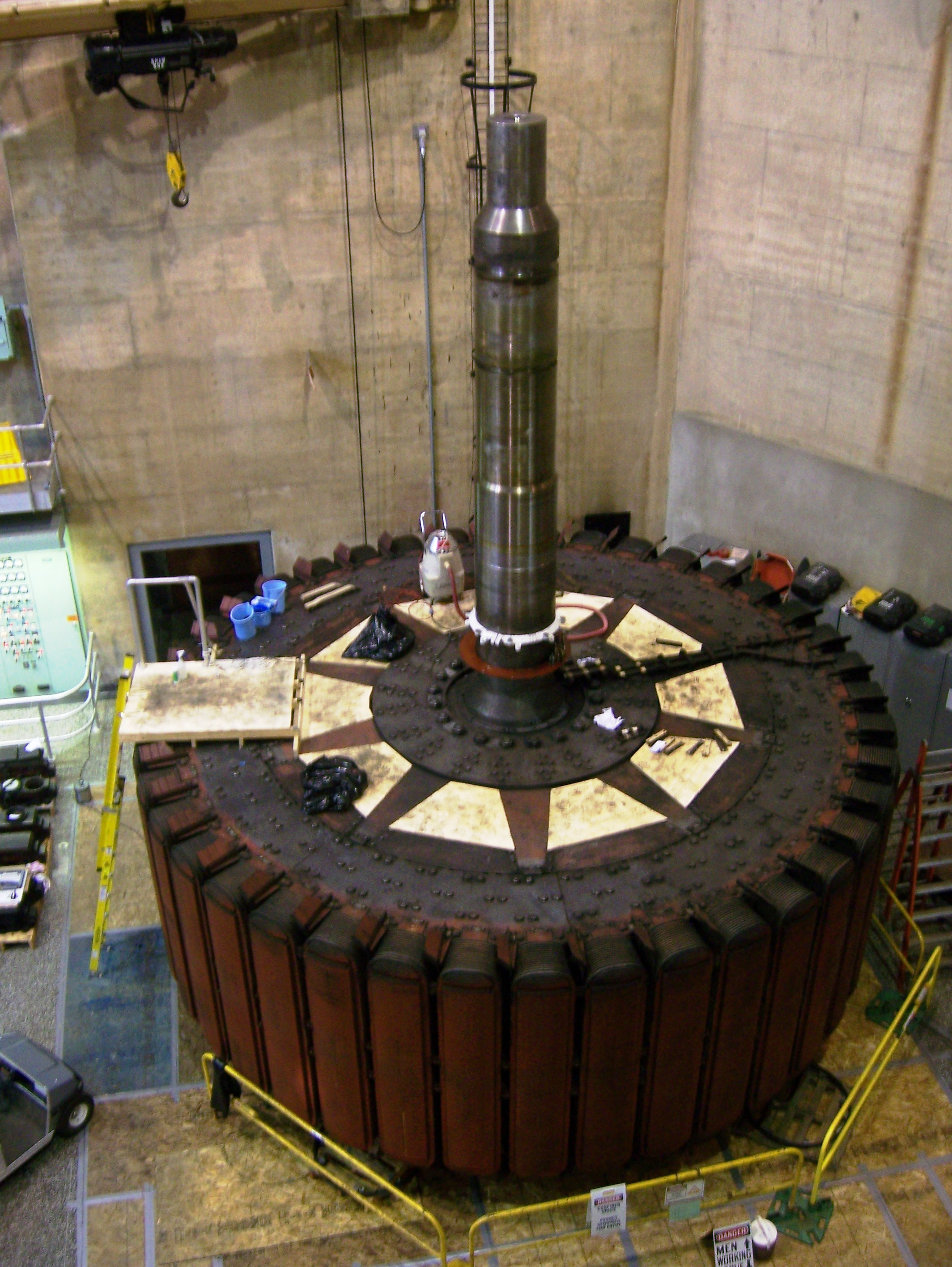
Rotor d'une machine synchrone du barrage Hoover.
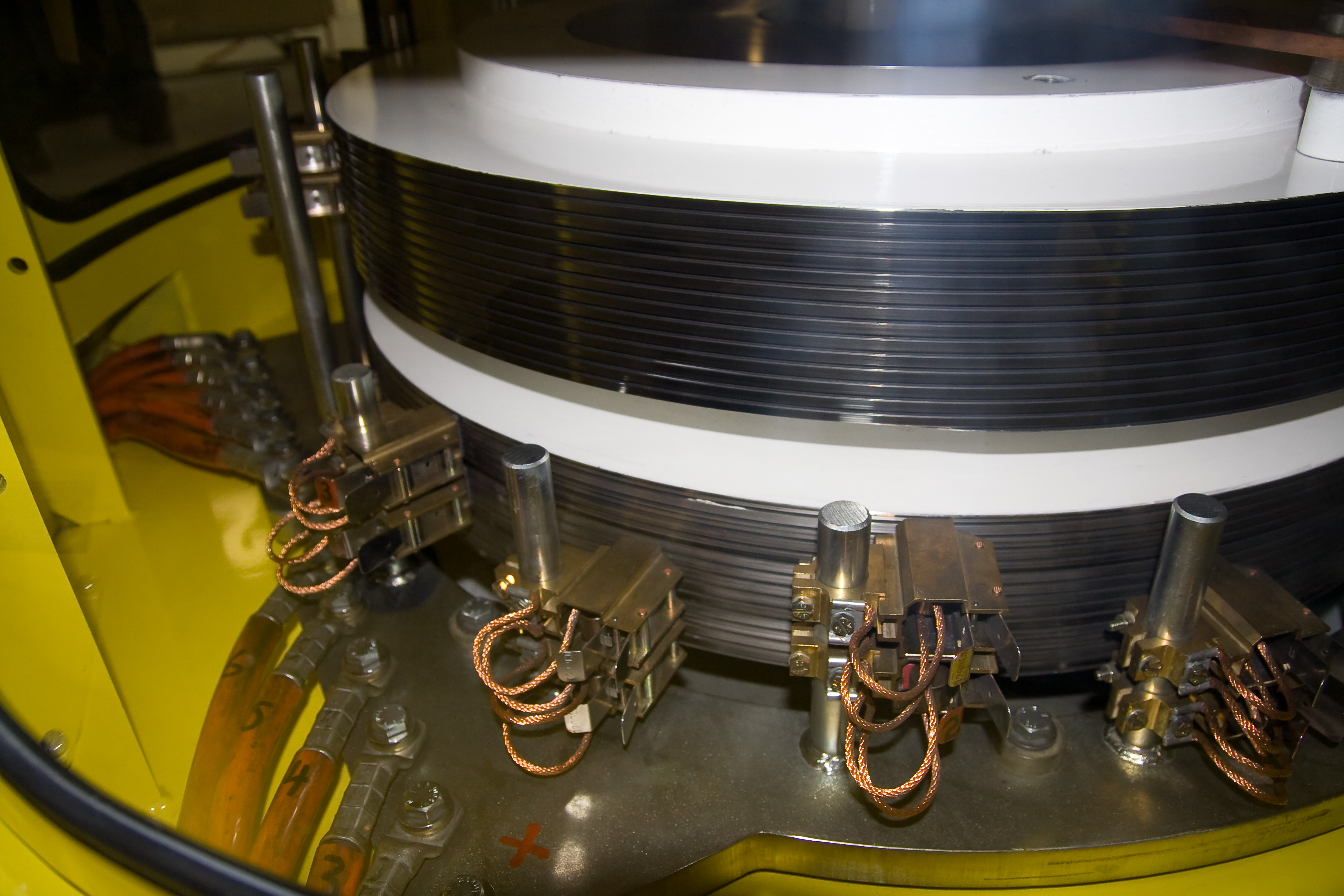
Bagues collectrices et balais sur le rotor d'une machine synchrone.
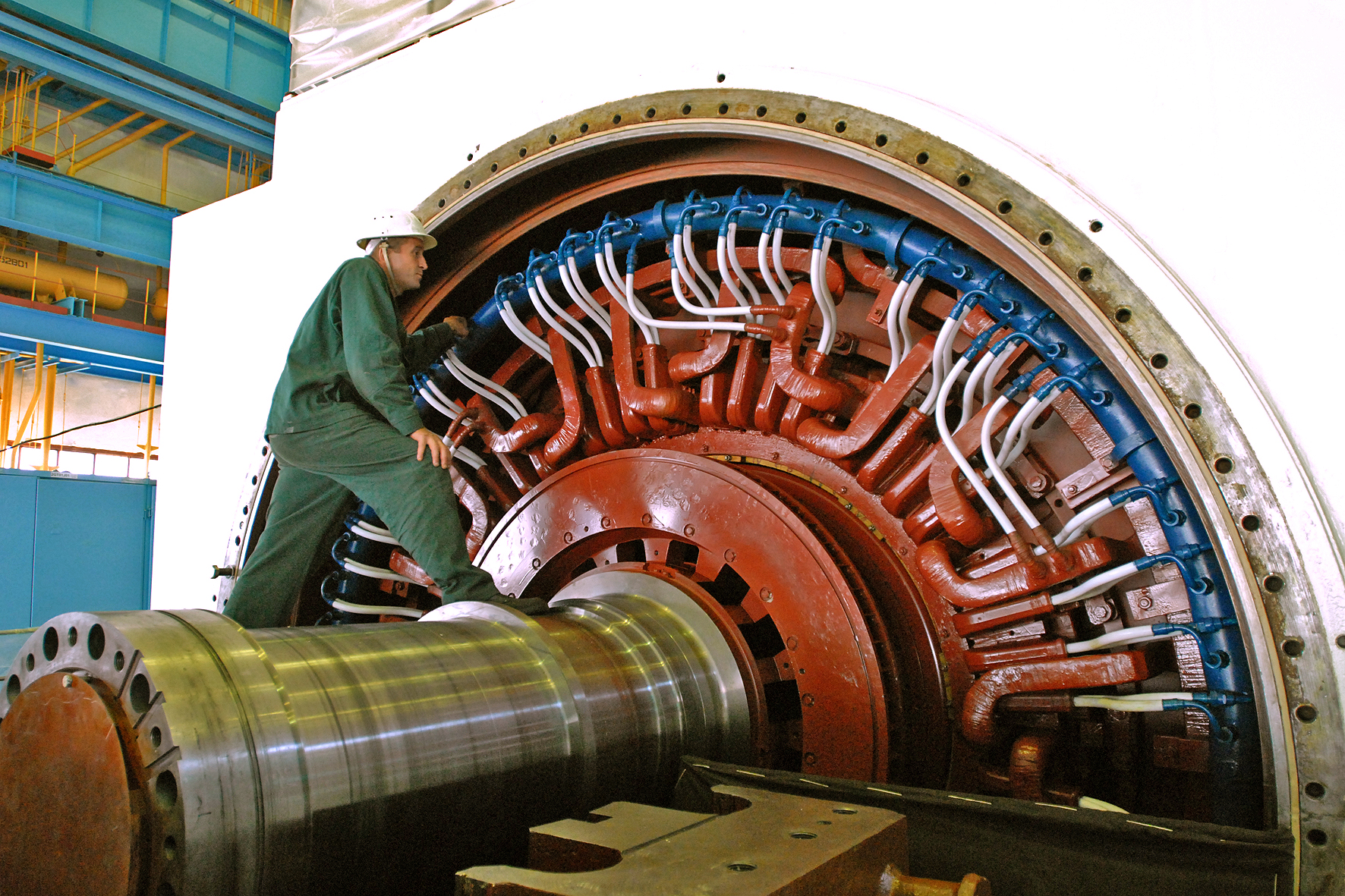
Machine synchrone de la centrale nucléaire de Balakovo.

Les machines synchrones sont aussi utilisées de différentes manières comme machines d'entraînement dans l'industrie, comme entraînements pour bateaux et trains ou pour pompes et compresseurs, ou encore dans l'automobile. Les machines synchrones, doivent souvent être à vitesse variable. Afin de pouvoir réguler en continu la vitesse d'une machine synchrone, l'électronique de puissance utilise un convertisseur de fréquence.